# یونیون هیل (آلاباما)
یونیون هیل (به انگلیسی: Union Hill) یک منطقهٔ مسکونی در ایالات متحده آمریکا است که در آلاباما واقع شده‌است. یونیون هیل ۳۸۷ متر بالاتر از سطح دریا واقع شده‌است.